# Golden Earring

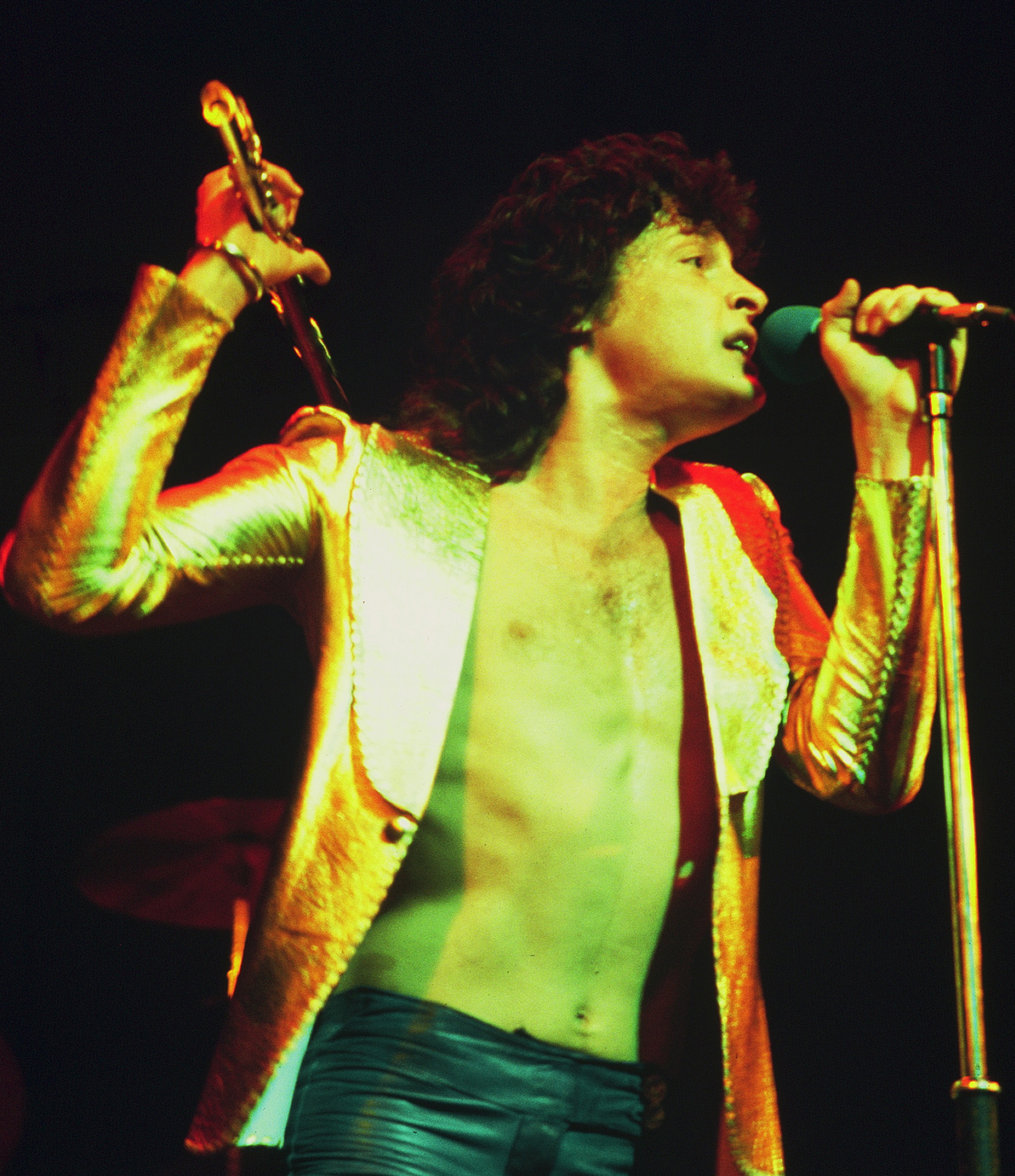
Barry Hay 1974.

Golden Earring är ett nederländskt rockband, bildat 1961. 
Detta år grundade George Kooymans (då 13 år) och hans granne Rinus Gerritsen (då 15 år) bandet Tornados i Haag, ackompanjerade av Freddy van Hilst (trummor) och Hans van Herwerden (gitarr). De spelade mest The Shadows-covers. 1963 upptäckte de att det fanns ett brittiskt band som hette The Tornados och de bytte då namn till The Golden Ear-Rings, hämtat från en låt av Murvyn Vye och som blev en hit för Peggy Lee 1947. 1969 ändrades namnet till The Golden Earring och 1970 till Golden Earring.
Nuvarande bandmedlemmar är Barry Hay (sångare/gitarr/flöjt), Cesar Zuiderwijk (trummor), George Kooymans (gitarr/sång) och Rinus Gerritsen (bas/munspel/keyboards).
Deras mest kända singel Radar Love släpptes 1973 och har ofta valts som en av de bästa låtarna för alla som sitter bakom ratten. Det senast släppta studioalbumet är Tits 'N Ass, och kom år 2012.
Deras hit från 1984, When The Lady Smiles, användes som kampanjsång av Hillary Clinton 2008.

## Medlemmar
- Rinus Gerritsen – bas, keyboard, gitarr, munspel (1961–2021)
- George Kooymans – gitarr, sång (1961–2021)
- Barry Hay – sång, gitarr, flöjt, saxofon (1967–2021)
- Cesar Zuiderwijk – trummor, slagverk (1970–2021)
- Fred van der Hilst – trummor, slagverk (1962–1965)
- Hans van Herwerden – gitarr (1962–1963)
- Peter de Ronde – gitarr (1963–1966)
- Frans Krassenburg – sång (1964–1967)
- Jaap Eggermont – trummor, slagverk (1965–1969)
- Sieb Warner – trummor, slagverk (1969–1970)
- Bertus Borgers – saxofon (1973–1976)
- Eelco Gelling – gitarr (1973–1975, 1976–1978)
- Robert Jan Stips – klaviatur, synthesizers (1974–1976, 1977–1978, 1980, 1982, 1986)
- John Lagrand – munspel (1979)

## Diskografi
- Just Ear-rings (1965)
- Winter-Harvest (1967)
- Miracle Mirror (1968)
- On the Double (1969)
- Eight Miles High (1969)
- Golden Earring (1970)
- Seven Tears (1971)
- Together (1972)
- Moontan (1973)
- Switch (1975)
- To the Hilt (1976)
- Contraband (1976)
- Grab It for a Second (1978)
- No Promises...No Debts (1979)
- Prisoner of the Night (1980)
- Cut (1982)
- N.E.W.S. (1984)
- The Hole (1986)
- Keeper of the Flame (1989)
- Bloody Buccaneers (1991)
- Face It (1994)
- Love Sweat (1995)
- Paradise in Distress (1999)
- Millbrook U.S.A. (2003)
- Tits 'n Ass (2012)
- The Hague (EP) (2015)